# ガーゴイル諸島
ガーゴイル諸島（ガーゴイルしょとう）とは、アリューシャン列島フォックス諸島を構成する一つの諸島である。

## 地理
ウナラスカ島の南西サーベイアー湾にある諸島で５つの無人島の小島からなる。

## 歴史
1871年 W. H. Dallによって名付けられ、1937年にアメリカ地質調査所によって正式に名付けられた。